# Liste de personnalités du football décédées en 2021
Cet article présente une liste de personnalités du monde du football décédées au cours de l'année 2021.
Plus d'informations : Liste exhaustive de personnalités du football décédées en 2021.

## Janvier
- 1er janvier : décès à 73 ans de Bernard Guignedoux, joueur français[1].
- 2 janvier : décès à 48 ans de Cléber, joueur brésilien[2].
- 2 janvier : décès à 89 ans de Miquel Ferrer i Aymamí, joueur espagnol ayant remporté le Championnat d'Espagne 1952[3].
- 5 janvier : décès à 74 ans de Colin Bell, international britannique ayant remporté la Coupe des coupes 1970, le Championnat d'Angleterre 1968 et la Coupe d'Angleterre 1969[4].
- 9 janvier : décès à 82 ans de Llorenç Rifé, joueur espagnol ayant remporté la Coupe des villes de foires en 1960, 2 Championnat d'Espagne et la Coupe d'Espagne 1960[5].
- 10 janvier : décès à 30 ans de Christopher Maboulou, joueur franco-congolais[6].
- 10 janvier : décès à 83 ans de Pedro Casado, international espagnol ayant remporté 2 Coupes des clubs champions, la Coupe intercontinentale 1960, 6 Championnats d'Espagne et la Coupe d'Espagne 1962[7].
- 10 janvier : décès à 89 ans de Walter Taibo, international uruguayen ayant remporté la Copa Libertadores 1966, la Coupe intercontinentale 1966 et 6 Championnats d'Uruguaydevenu entraîneur.
- 11 janvier : décès à 72 ans de Jean Kalala N'Tumba, international zaïrois ayant remporté la Coupe des clubs champions africains 1973, le Championnat du Zaïre 1973 et la Coupe de la RD Congo 1973[8].
- 15 janvier : décès à 85 ans de Vicente Cantatore, joueur argentino-chilien devenu entraîneur et sélectionneur du Chili[9].
- 17 janvier : décès à 94 ans de Roger Machin, arbitre international français[10].
- 18 janvier : décès à 80 ans de Dani Shmulevich-Rom, international israëlien ayant remporté la Coupe d'Israël 1962[11].
- 19 janvier : décès à 86 ans de José Alves, joueur brésilien[12].
- 19 janvier : décès à 78 ans de Gustavo Peña, international mexicain[13].
- 21 janvier : décès à 84 ans de Peter Swan, international britannique[14].
- 22 janvier : décès à 35 ans de Luton Shelton, international jamaïcain ayant remporté 2 Coupes des Caraïbes, la Coupe de Suède 2006 et la Coupe de Norvège 2008[15].
- 24 janvier : décès à 70 ans de Jóhannes Eðvaldsson, international islandais ayant remporté 2 Championnats d'Écosse et 2 Coupes d'Écosse[16].
- 25 janvier : décès à 64 ans de David Bright, entraîneur botswanais ayant remporté 3 Championnat du Botswana; Il fut également sélectionneur de son pays[17].
- 25 janvier : décès à 84 ans de Maryan Synakowski, international français ayant remporté la Coupe de France 1961[18].
- 26 janvier : décès à 84 ans de Jozef Vengloš, international tchécoslovaque ayant remporté comme entraîneur 2 championnat de Tchécoslovaquie et sélectionneur de l'Australie, la Tchécoslovaquie et la Slovaquie[19].
- 26 janvier : décès à 86 ans de John Mortimore, joueur puis entraîneur britannique ayant remporté 2 Championnats du Portugal et 2 Coupes du Portugal[20].
- 27 janvier : décès à 45 ans de Mehrdad Minavand, international iranien ayant remporté 3 Championnats d'Iran, le Championnat d'Autriche 1999 et la Coupe d'Autriche 2002[21].
- 28 janvier : décès à 85 ans de Yvon Douis, international français ayant remporté 2 Championnats de France et 2 Coupes de France[22].
- 31 janvier : décès à 88 ans de Justo Tejada, international espagnol ayant remporté 4 Championnats d'Espagne et 3 Coupes d'Espagne[23].

## Février
- 3 février : décès à 70 ans de Norbert Owona, international camerounais[24].
- 3 février : décès à 86 ans de Benito Boldi, joueur italien ayant remporté le Championnat d'Italie 1958[25].
- 6 février : décès à 75 ans d'Abdelkhalek Louzani, joueur marocain ayant remporté la coupe de Belgique en 1965 puis entraîneur et sélectionneur de son pays[26].
- 7 février : décès à 65 ans de Mario Osbén, international chiliien devenu entraîneur[27].
- 8 février : décès à 94 ans de Tony Collins, joueur anglais devenu entraîneur[28].
- 10 février : décès à 82 ans de Pachín, international espagnol ayant remporté 2 Coupe des clubs champions européens, la Coupe intercontinentale 1960, 7 Championnat d'Espagne et la Coupe d'Espagne 1962 devenu entraîneur[29].
- 12 février : décès à 63 ans de Celso Güity, international hondurien ayant remporté le Championnat du Honduras 1979[30].
- 15 février : décès à 71 ans de Leopoldo Luque, international argentin ayant remporté la Coupe du monde 1978[31].
- 17 février : décès à 86 ans de Martí Vergés, international espagnol ayant remporté 3 Coupe des villes de foires, 2 Championnat d'Espagne et 3 Coupe d'Espagne[32].
- 17 février : décès à 81 ans d'Özcan Arkoç, international turc ayant remporté 2 Championnat de Turquie et la Coupe d'Autriche 1967 devenu entraîneur[33].
- 19 février : décès à 82 ans de Silvio Sérafin, joueur français[34].
- 20 février : décès à 71 ans de Mauro Bellugi, international italien ayant remporté le Championnat d'Italie 1971[35].
- 22 février : décès à 82 ans de Lamberto Leonardi, joueur puis entraîneur italien[36].
- 23 février : décès à 77 ans de Juan Carlos Masnik, international Uruguayen ayant remporté comme joueur la Coupe intercontinentale 1971, la Copa Libertadores 1971, la Copa Interamericana 1971, 3 Championnat d'Uruguay puis comme entraîneur le Championnat du Salvador 1989[37].
- 25 février : décès à 87 ans de Finn Sterobo, international danois ayant remporté la médaille d'argent aux Jeux olympiques 1960.
- 27 février : décès à 83 ans de Dante Crippa, joueur italien[38].
- 28 février : décès à 65 ans de Glenn Roeder, joueur puis entraîneur anglais[39].

## Mars
- 1er mars : décès à 64 ans de Zlatko Kranjčar, international croate et Yougoslave ayant remporté le Championnat de Yougoslavie 1982, 2 Coupe de Yougoslavie, 2 Championnat d'Autriche, 3 Coupe d'Autriche puis comme entraîneur 3 Championnat de Croatie, 2 Coupe de Croatie et fut également sélectionneur de la Croatie et du Monténégro[40].
- 1er mars : décès à 82 ans de Ian St. John, international écossais ayant remporté 2 Championnat d'Angleterre et la Coupe d'Angleterre 1965 devenu entraineur[41].
- 2 mars : décès à 82 ans de Peter Grosser, international ouest-allemand ayant remporté le Championnat d'Allemagne 1966 et la Coupe d'Allemagne 1964 devenu entraîneur[42].
- 4 mars : décès à 78 ans de Phil Chisnall, joueur anglais ayant remporté la FA Cup 1963[43].
- 5 mars : décès à 87 ans d'Anton Urban, joueur tchécoslovaque ayant remporté la médaille d'argent aux Jeux olympiques 1964 devenu entraîneur[44].
- 6 mars : décès à 54 ans de Miguel Miranda, international péruvien ayant remporté comme joueur 2 Championnat du Pérou devenu entraîneur[45].
- 9 mars : décès à 80 ans de Tommy Troelsen, international danois ayant remporté la médaille d'argent aux  Jeux olympiques de 1960, le Championnat du Danemark 1958 et 2 Coupe du Danemark[46].
- 9 mars : décès à 75 ans d'Agustín Balbuena, international argentin ayant remporté la Coupe intercontinentale 1973, 3 Copa Libertadores et 3 Copa Interamericana[47].
- 12 mars : décès à 84 ans de Gérard Aygoui, joueur français[48].
- 14 mars : décès à 78 ans de Jean-Louis Coustillet, joueur puis entraîneur français[49].
- 15 mars : décès à 81 ans de Daniel Eon, international français ayant remporté 2 Championnat de France[50].
- 16 mars : décès à 60 ans de Laurent Zahui, international ivoirien[51].
- 16 mars : décès à 63 ans d'Erhan Önal, international turc ayant remporté 2 Championnat de Turquie, la Coupe de Turquie 1991, le Championnat de Belgique 1982 et la Coupe de Belgique 1981[52].
- 16 mars : décès à 74 ans d'Ahmed Mghirbi, international tunisien ayant remporté la Coupe de Tunisie 1966 et comme entraîneur la Coupe de Tunisie 2003[53].
- 16 mars : décès à 68 ans de Patrick Viot, joueur français[54].
- 20 mars : décès à 74 ans de Peter Lorimer, international écossais ayant remporté 2 Coupe des villes de foires, 2 Championnats d'Angleterre et la FA Cup 1972[55].
- 22 mars : décès à 72 ans de Frank Worthington, international anglais devenu entraîneur[56].
- 24 mars : décès à 73 ans d'Enrique Chazarreta, international argentin ayant remporté 2 Championnat d'Argentine[57].

## Avril
- 2 avril : décès à 81 ans de Valentin Afonine, international soviétique ayant remporté le championnat d’URSS 1970 devenu entraîneur[58].
- 2 avril : décès à 86 ans de Víctor Salas, international péruvien ayant remporté 2 Championnat du Pérou[59].
- 4 avril : décès à 70 ans de Füzuli Javadov, joueur azerbaïdjanais[60].
- 7 avril : décès à 81 ans d'Antonio Calpe, joueur espagnol ayant remporté la Coupe des clubs champions 1966, 3 Championnat d'Espagne et la Coupe d'Espagne 1970[61].
- 9 avril : décès à 81 ans de Wolfgang Kaniber, joueur allemand devenu entraîneur[62].
- 12 avril : décès à 86 ans de Colin Baker, international gallois ayant remporté 4 Coupe du pays de Galles[63].
- 13 avril : décès à 62 ans de Jamal Al Qabendi, international koweïtien[64].
- 16 avril : décès à 92 ans de Claude Jamet, joueur français[65].
- 18 avril : décès à 33 ans de Tremaine Stewart, international jamaïcain ayant remporté le Championnat de Jamaïque 2012[66].
- 19 avril : décès à 74 ans de Willy van der Kuijlen, international néerlandais ayant remporté la Coupe UEFA 1978, 3 Championnat des Pays-Bas et 2 Coupe des Pays-Bas[67].
- 28 avril : décès à 80 ans de José de la Paz Herrera, entraîneur et sélectionneur de l'équipe du Honduras puis du Belize. En tant qu'entraîneur il remporta 5 Championnat du Honduras[68].
- 29 avril : décès à 48 ans de Zhang Enhua, international chinois[69].

## Mai
- 3 mai : décès à 74 ans de Kamel Tchalabi, international algérien[70].
- 3 mai : décès à 79 ans de Rafael Albrecht, international argentin ayant remporté le Championnat d'Argentine 1968 et 2 Coupe du Mexique[71].
- 4 mai : décès à 54 ans d'Alan McLoughlin, international irlandais[72].
- 5 mai : décès à 86 ans de Bertil Johansson, international suédois devenu entraîneur ayant remporté le Championnat de Suède 1969[73].
- 5 mai : décès à 76 ans d'Abelardo González, joueur espagnol ayant remporté le Championnat d'Espagne 1971 et la Coupe d'Espagne 1967[74].
- 6 mai : décès à 49 ans de Christophe Revault, footballeur français[75].
- 7 mai : décès à 86 ans de Martín Pando, international argentin[76].
- 8 mai : décès à 62 ans de Georgi Dimitrov, international bulgare ayant remporté 4 Championnat de Bulgarie et 3 Coupe de Bulgarie[77].
- 10 mai : décès à 82 ans de Fortunato Franco, international indien[78].
- 10 mai : décès à 64 ans de Sami Hasan Al Nash, entraîneur yéménite. Il fut également sélectionneur de son pays[79].
- 12 mai : décès à 24 ans d'Ivanildo Rozenblad, international surinamien ayant remporté le Championnat du Suriname 2018 et 2 Coupe du Suriname[80].
- 12 mai : décès à 89 ans de Jiří Feureisl, international tchécoslovaque[81].
- 14 mai : décès à 92 ans de Jean Combot, joueur français[82].
- 14 mai : décès à 75 ans de Torkild Brakstad, international norvégien devenu entraîneur[83].
- 16 mai : décès à 42 ans de Samir Hadjaoui, international algérien ayant remporté 2 Championnat d'Algérie et 2 coupe d'Algérie[84].
- 16 mai : décès à 79 ans de Rildo, international brésilien devenu entraîneur[85].
- 19 mai : décès à 77 ans de Josep Franch Xargay, joueur espagnol[86].
- 19 mai : décès à 87 ans de Guillermo Sepúlveda, international mexicain ayant remporté la Ligue des champions de la CONCACAF 1962, 7  Championnat du Mexique et la Coupe du Mexique 1963[87].
- 20 mai : décès à 65 ans de Sándor Puhl, arbitre international hongrois[88].
- 22 mai : décès à 45 ans de Francesc Arnau, joueur espagnol ayant remporté le Championnat d'Espagne 1999[89].
- 26 mai : décès à 77 ans d'Umaru Din Sesay, international sierraléonais ayant remporté 5 championnat de Sierra Leone et 8 Coupe de Sierra Leone[90].
- 26 mai : décès à 82 ans de Tarcisio Burgnich, international italien ayant remporté le Championnat d'Europe des nations 1968, 2 Coupe intercontinentale, 2 Coupe des clubs champions européens et 5 Championnat d'Italie devenu entraîneur[91].
- 28 mai : décès à 45 ans de Zablon Amanaka, international kenyan[92].

## Juin
- 2 juin :  décès à 75 ans d'Ottorino Sartor, international péruvien ayant remporté la Copa América 1975[93].
- 3 juin : décès à 51 ans d'Alan Miller, joueur anglais[94].
- 7 juin : décès à 49 ans de Yoo Sang-chul, international sud-coréen ayant remporté 2 Championnat de Corée du Sud et 2 Championnat du Japon[95].
- 8 juin : décès à 82 ans de John Angus, international anglais ayant remporté lé Championnat d'Angleterre 1960[96].
- 10 juin : décès à 59 ans de Neno, international portugais ayant remporté 3 Champion du Portugal[97].
- 15 juin : décès à 72 ans d'Aleksandr Averianov, joueur puis entraîneur russe[98].
- 17 juin : décès à 73 ans de Dimbi Tubilandu, international congolais (RDC) ayant remporté la Coupe d'Afrique des nations 1974[99].
- 18 juin : décès à 92 ans de Giampiero Boniperti, international italien ayant remporté 5 Championnat d'Italie et 2 Coupe d'Italie[100].
- 20 juin : décès à 86 ans de Luis del Sol, international espagnol ayant remporté le Championnat d'Europe 1964, la Coupe intercontinentale 1960, la Coupe des clubs champions 1960, 2 Championnat d'Espagne, la Coupe d'Espagne 1962, le Championnat d'Italie 1967 et la Coupe d'Italie 1965[101].
- 20 juin : décès à 39 ans de Lucas Pereira, joueur brésilien ayant remporté le Championnat de Corée du Sud 2008[102].
- 24 juin : décès à 82 ans d'Antoni Nieroba, international polonais ayant remporté 2 Championnat de Pologne devenu entraîneur[103].
- 24 juin : décès à 73 ans d'Eleazar Soria, international péruvien ayant remporté la Copa América 1975, la Copa Libertadores 1975 et 6 Championnat du Pérou[104].
- 24 juin : décès à 79 ans de Ludwig Müller, international ouest-allemand ayant remporté 3 Championnat d'Allemagne[105].
- 26 juin : décès à 80 ans de Freddy Qvick, joueur puis entraîneur belge[106].
- 29 juin : décès à 68 ans de Vicky Peretz, international israëlien ayant remporté 2 Championnat d'Israël et la Coupe d'Israël 1977[107].
- 29 juin : décès à 94 ans de Jock Aird, international écossais et néo-zélandais[108].
- 30 juin : décès à 80 ans d'Inge Danielsson, international suédois ayant remporté le Championnat des Pays-Bas 1968[109].

## Juillet
- 1er juillet : décès à 92 ans de Christian Bottollier, joueur français[110].
- 7 juillet : décès à 89 ans de Smaïn Ibrir, joueur algérien[111].
- 7 juillet : décès à 82 ans de Józef Gałeczka, international polonais[112].
- 9 juillet : décès à 68 ans de Paul Mariner, international anglais ayant remporté la Coupe UEFA 1981 et la Coupe d'Angleterre 1978[113].
- 10 juillet : décès à 80 ans de Jimmy Gabriel, international écossais ayant remporté la Coupe d'Angleterre en 1966 devenu entraîneur[114].
- 11 juillet : décès à 80 ans de Charlie Gallagher, international irlandais ayant remporté la Coupe des clubs champions européens 1967, 5 Championnat d'Écosse et 3 Coupe d'Écosse[115].
- 15 juillet : décès à 84 ans d'Yves Boutet, joueur français ayant remporté la Coupe de France 1965[116].
- 17 juillet : décès à 76 ans de Milan Živadinović, joueur yougoslave devenu entraîneur. Il fut également sélectionneur de la Yougoslavie, Irak, Yémen, Ghana et de la Birmanie[117].
- 19 juillet : décès à 95 ans de Kurt Clemens, joueur allemand[118].
- 20 juillet : décès à 71 ans de Noureddine Saâdi, entraîneur algérien ayant remporté le Championnat d'Algérie 2002 et 2 Coupe d'Algérie[119].
- 22 juillet : décès à 83 ans de Mike Smith, entraîneur anglais et sélectionneur de son pays et de l'Égypte avec il remporta  la CAN 1986[120].
- 23 juillet : décès à 74 ans de Henry Perales, international péruvien ayant remporté le Championnat du Pérou 1978 puis comme entraîneur 2 Copa Perú.
- 26 juillet : décès à 63 ans d'Ally Dawson, international écossais ayant remporté 2 Coupe d'Écosse devenu entraîneur[121].
- 26 juillet : décès à 89 ans d'Ivan Toplak, international yougoslave ayant remporté 4 Championnat de Yougoslavie et 2 Coupe de Yougoslavie devenu entraîneur. Il fut également sélectionneur de son pays et de l'Indonésie[122].
- 28 juillet : décès à 63 ans de Porfirio Betancourt, international hondurien[123].
- 29 juillet : décès à 59 ans de Zizinho, joueur brésilien[124].
- 31 juillet : décès à 38 ans de Yeo Hyo-jin, joueur sud-coréen[125].
- 30 juillet : décès à 80 ans d'Italo Vassalo, international éthiopien ayant remporté la Coupe d’Afrique des nations en 1962[126].
- 30 juillet : décès à 80 ans d'Amar Bourouba, international algérien ayant remporté le Championnat d'Algérie en 1968 et 4 Coupe d'Algérie[127].
- 31 juillet : décès à 77 ans de Terry Cooper, international anglais ayant remporté 2 Coupe des Villes de Foire, 2 Championnat d'Angleterre et de la FA Cup en 1972 devenu entraineur[128].

## Août
- 2 août : décès à 69 ans d'Antonio de la Torre, international mexicain ayant remporté la Coupe des champions de la CONCACAF 1977, la Copa Interamericana 1977 et 2 Championnat du Mexique[129].
- 5 août : décès à 86 ans de Shankar Subramaniam Narayan, international indien[130].
- 7 août : décès à 71 ans d'Alireza Azizi, international iranien ayant remporté la Coupe d'Asie des nations en 2007[131].
- 10 août : décès à 69 ans de Michel Leflochmoan, joueur français devenu entraîneur ayant remporté 7 Championnat du Luxembourg et 5 Coupe du Luxembourg[132].
- 10 août : décès à 37 ans de Franck Berrier, joueur français ayant remporté la Coupe de Belgique en 2011[133].
- 14 août : décès à 59 ans d'Arnaud Landré, joueur français[134].
- 15 août : décès à 75 ans de Gerd Müller, international allemand ayant remporté le Ballon d'or 1970, la Coupe du monde 1974, le Championnat d'Europe 1972, la Coupe intercontinentale 1976, 3 Coupe des champions, la Coupe d'Europe des vainqueurs de coupe 1967, 4 Championnat d'Allemagne et 4 Coupe d'Allemagne[135].
- 17 août : décès à 51 ans de Paulão, international angolais devenu entraîneur[136].
- 18 août : décès à 73 ans de Didier Notheaux, joueur puis entraîneur français. Il fut également sélectionneur du Burkina Faso et du Bénin[137].
- 23 août : décès à 89 ans de Claude Bourigault, joueur français[138].
- 23 août : décès à 84 ans de José Yudica, international argentin ayant remporté comme joueur le Championnat de Colombie 1969 et comme entraîneur la Copa Libertadores 1985, le Championnat d'Argentine 1998 et le Championnat du Mexique 1996[139].
- 24 août : décès à 76 ans de Wilfried Van Moer, international belge ayant remporté 3 Championnat de Belgique devenu entraîneur[140].
- 27 août : décès à 86 ans de Peter McNamee, joueur écossais[141].
- 29 août : décès à 67 ans de Iouri Poudychev, international soviétique ayant remporté le Championnat d'Union soviétique en 1982[142].
- 31 août : décès à 77 ans de Francesco Morini, international italien ayant remporté la Coupe UEFA 1977, 5 Championnat d'Italie et la Coupe d'Italie 1979[143].

## Septembre
- 1er septembre : décès à 77 ans de Juan Rodríguez Vega, international chilien ayant remporté 4 Championnat du Chili devenu entraîneur[144].
- 1er septembre : décès à 85 ans de Paul Chillan, international français[145].
- 6 septembre : décès à 73 ans de Jean-Pierre Adams, international français[146].
- 8 septembre : décès à 77 ans de Gérard Farison, international français ayant remporté 5 championnat de France et 3 Coupe de France[147].
- 9 septembre : décès à 87 ans d'Urbain Braems, joueur belge devenu entraîneur ayant remporté 2 Championnat de Belgique et 2 Coupe de Belgique[148].
- 9 septembre : décès à 74 ans de Danilo Popivoda, international yougoslave[149].
- 15 septembre : décès à 85 ans de Justín Javorek, joueur puis entraîneur tchécoslovaque[150].
- 19 septembre : décès à 81 ans de Jimmy Greaves, international anglais ayant remporté la Coupe du Monde en 1966, la Coupe d'Europe des Vainqueurs de Coupe en 1963 et 2 Coupe d'Angleterre[151].
- 19 septembre : décès à 73 ans de René Malleville, personnalité médiatique et supporter français.
- 19 septembre : décès à 78 ans de Joan Martínez Vilaseca, joueur espagnol[152].
- 20 septembre : décès à 87 ans de Jacques De Caluwé, joueur belge devenu entraîneur[153].
- 20 septembre : décès à 93 ans de Guy Friedrich, joueur français[154].
- 21 septembre : décès à 83 ans de Romano Fogli, international italien ayant remporté la Coupe intercontinentale 1969, la Coupe des clubs champions 1969 et le Championnat d'Italie 1964 devenu entraîneur[155].
- 23 septembre : décès à 73 ans de Rachid Dali, international algérien ayant remporté 3 Championnat d'Algérie et la Coupe d'Algérie en 1977[156].
- 24 septembre : décès à 82 ans d'Eugeniusz Faber, international polonais ayant remporté 2 championnat de Pologne devenu entraîneur[157].
- 26 septembre : décès à 55 ans de Sergueï Gerasimets, international biélorusse ayant remporté 3 Championnat de Biélorussie, 2 Coupe de Biélorussie, la Coupe de Russie 1999 et la Champion de Lituanie en 1999 devenu entraîneur[158].
- 27 septembre : décès à 83 ans de Roger Hunt, international anglais ayant remporté la Coupe du monde 1966, 2 Championnat d'Angleterre et la Coupe d'Angleterre 1965[159].
- 28 septembre : décès à 70 ans de Christian Chenu, joueur français[160].

## Octobre
- 3 octobre : décès à 91 ans de José Lamadrid, international mexicain[161].
- 3 octobre : décès à 92 ans de Luis Belló, joueur espagnol devenu entraîneur ayant remporté la Coupe des villes de foires 1964 et la Coupe d'Espagne 1964[162].
- 3 octobre : décès à 78 ans de Bernard Tapie, dirigeant de club.
- 5 octobre : décès à 81 ans de Robert Hosp, international suisse ayant remporté le Championnat de Suisse 1965 et 2 Coupe de Suisse[163].
- 11 octobre : décès à 79 ans d'Olav Nilsen, international norvégien ayant remporté 3 championnat de Norvège[164].
- 14 octobre : décès à 61 ans de Joseph Koto, international sénégalais ayant remporté 4 Championnat du Sénégal et 4 Coupe du Sénégal[165].
- 19 octobre : décès à 85 ans de Pierre Kerkhoffs, international néerlandais[166].
- 20 octobre : décès à 69 ans de Dragan Pantelić, international yougoslave devenu entraîneur[167].
- 25 octobre : décès à 80 ans d'Aleksandar Shalamanov, international bulgare[168].
- 26 octobre : décès à 88 ans de Umberto Colombo, international italien ayant remporté 3 Championnat d'Italie et 3 Coupe d'Italie[169]
- 26 octobre : décès à 73 ans de Walter Smith, joueur écossais puis entraîneur ayant remporté 10 Championnat d'Écosse et 5 Coupe d'Écosse. Il fut également sélectionneur de l'Écosse[170].
- 29 octobre : décès à 68 ans de Mehdi Cerbah, international algérien ayant remporté 4 Championnat d'Algérie et la Coupe d'Algérie 1977[171].
- 30 octobre : décès à 32 ans de Bernardo Tengarrinha, joueur portugais[172].
- 30 octobre : décès à 81 ans de René Donoyan, joueur français ayant remporté 2 Championnat de France[173].

## Novembre
- 2 novembre : décès à 90 ans de Mohamed Soukhane, joueur algérien[174].
- 5 novembre : décès à 82 ans de Ryszard Grzegorczyk, international polonais ayant remporté le Championnat de Pologne en 1962[175].
- 6 novembre : décès à 85 ans de Pavol Molnár, international international tchécoslovaque ayant remporté le Championnat de Tchécoslovaquie 1959 et 2 Coupe de Tchécoslovaquie[176].
- 9 novembre : décès à 37 ans de Willis Forko, international libérien[177].
- 12 novembre : décès à 87 ans de Ron Flowers, international anglais, champion du monde football 1966 (sans avoir joué aucun match), 3 Championnat d'Angleterre et la FA Cup 1960[178].
- 12 novembre : décès à 77 ans de Aleksandr Lenev, international soviétique puis russe ayant remporté le Championnat d'URSS 1965 et la Coupe d'URSS 1968[179].
- 13 novembre : décès à 49 ans d'Ivo Georgiev, international bulgare[180].
- 14 novembre : décès à 83 ans de Bertie Auld, international écossais ayant remporté la Coupe d'Europe des clubs champions en 1967, 5 Championnat d'Écosse et 3 Coupe d'Écosse[181].
- 18 novembre : décès à 42 ans de Dzyanis Kowba, international biélorusse ayant été champion de Tchéquie 2010[182]
- 26 novembre : décès à 72 ans d'Arezki Kouffi, international algérien ayant été champion d'Algérie 1973 et 1974[183].
- 26 novembre : décès à 95 ans de German Zonin, joueur soviétique devenu entraîneur ayant remporté le Championnat d'Union soviétique 1972. Il fut également sélectionneur de la Birmanie[184].
- 26 novembre : décès à 95 ans de Doug Cowie, international écossais ayant remporté le Championnat d'Écosse de deuxième division 1947 et les Coupes de la Ligue écossaise 1982 et 1953 devenu entraîneur [185].
- 27 novembre : décès à 66 ans de Mbarek El Filali, international marocain ayant remporté le championnat du Maroc en 1975[186].
- 30 novembre : décès à 70 ans de Ray Kennedy, international Anglais ayant remporté les Coupes des clubs champions 1977, 1978, 1981, la Coupe UEFA 1976, la Coupe des Villes de Foire en 1970, les Championnats d'Angleterre 1971, 1976, 1977, 1979, 1980 et 1982, de la Coupe d'Angleterre 1971[187].
- 30 novembre : décès à 81 ans de Erwin Wilczek, international  polonais ayant remporté les Championnats de Pologne 1959, 1961, 1963, 1964, 1965, 1966, 1967, 1971 et 1972 puis les Coupes de Pologne 1965, 1968, 1969, 1970, 1971 et 1972[188].

## Décembre
- 3 décembre : décès à 89 ans de Horst Eckel, international ouest-allemand ayant remporté la Coupe du monde 1954 et 2 Championnat d'Allemagne[189].
- 3 décembre : décès à 71 ans de Momčilo Vukotić, international yougoslave ayant remporté 3 Championnat de Yougoslavie et comme entraîneur la Coupe de Yougoslavie 1989. Il fut également sélectionneur de Chypre[190].
- 5 décembre : décès à 79 ans de Manolo Jiménez, joueur puis entraîneur espagnol[191].
- 7 décembre : décès à 70 ans de Lamine Dieng, joueur puis entraîneur sénégalais. Il fut également sélectionneur de son pays[192].
- 8 décembre : décès à 62 ans de Lars Høgh, international danois ayant remporté 3 Championnat du Danemark et 3 Coupe du Danemark[193].
- 8 décembre : décès à 41 ans d'Alfredo Moreno, joueur argentin ayant remporté la Copa Libertadores 2000[194].
- 8 décembre : décès à 69 ans de Jacques Zimako, international français ayant remporté le Championnat de France en 1981[195].
- 16 décembre : décès à 93 ans d'Alphonse Martinez, joueur français ayant remporté 3 Championnat de France et 2 Coupe de France[196].
- 18 décembre : décès à 23 ans d'Osagi Bascome, international bermudien[197].
- 20 décembre : décès à 90 ans de Norberto Boggio, international argentin, ayant remporté le championnat d'Argentine 1959[198].
- 20 décembre : décès à 86 ans de Jiří Čadek, international tchécoslovaque ayant remporté le championnat de Tchécoslovaquie 1956, 1958, 1961, 1962, 1963, 1964 et 1966 puis de la coupe de Tchécoslovaquie à 4 reprises[199].
- 24 décembre : décès à 87 ans de José Villegas, international mexicain ayant remporté la Ligue des champions de la CONCACAF 1962, 8 Championnat du Mexique et 2 Coupe du Mexique[200].
- 25 décembre : décès à 30 ans de Sofiane Loukar, défenseur et capitaine de l'équipe algérienne de Saïda (Algérie) à la suite d'un traumatisme crânien[201].
- 28 décembre : décès à 52 ans de Hugo Maradona, joueur puis entraîneur argentin, frère de Diego Maradona[202]
- 28 décembre : décès à 47 ans de Nikolay Shirshov, joueur international ouzbek[203].
- 28 décembre : décès à 70 ans de Tibi, international portugais[204].
- 29 décembre : décès à 90 ans de Antoine Bonifaci, international français à 12 reprises, champion de France 1951 et 1952 puis champion d'Italie 1954, vainqueur de la Coupe de France 1952[205].
- 29 décembre : décès à 43 ans de Christian Gyan, international ghanéen, vainqueur de la Coupe UEFA 2002, champion des Pays-Bas 1999 et victorieux de la supercoupe des Pays-Bas 1999[206].